# Il viaggio (novella)
Il viaggio è una novella di Luigi Pirandello pubblicata nel 1910 e dà il titolo alla dodicesima raccolta pubblicata nel 1928 delle Novelle per un anno.
Da tale opera è stato anche tratto un film diretto da Vittorio De Sica e avente lo stesso titolo (Il viaggio).

## Trama
La protagonista è Adriana Braggi, una vedova che dopo tredici anni di lutto e di clausura lascia per la prima volta il suo paese natale dell'entroterra siciliano, nel tentativo di curare la malattia da cui è stata improvvisamente colpita. Tutto il viaggio che Adriana compie, accompagnata dal cognato Cesare, è all'insegna di un processo epifanico, coincidente con la sua scoperta della vita nel momento in cui ha saputo che sta per perderla.
Molte di queste rivelazioni avvengono di fronte al mare o comunque davanti all'acqua; tuttavia la prima di esse ha luogo per la strada, dopo la visita del medico a Palermo, dal quale apprende il triste destino che l'attende. Nonostante ciò, uscendo dalla casa del dottore, Adriana, abbagliata dalla luce del sole al tramonto, si lascia trascinare dalla folla brulicante delle vie del centro, dimenticando per un attimo la sentenza di morte appena ricevuta: “la vita, la vita, la vita soltanto si sentì irrompere in subbuglio nell'anima […] neppure un fuggevole pensiero per la morte prossima e inevitabile”.
Ancora più profonda è la rivelazione di cui Adriana può godere di fronte alla Fontana d'Ercole. Davanti al leggero ondulìo di quell'acqua, la Braggi avverte il suo spirito allargarsi smisuratamente e acquisisce una coscienza totale, arrivando a percepire l'eternità e a sentire se stessa come eterna. La città e la natura, dall'autore generalmente contrapposte, in questo caso invece cooperano a determinare l'immersione della protagonista in quel flusso continuo e indistinto che è la vita pirandellianamente intesa.
Nonostante l'iniziale resistenza della donna, il viaggio si prolunga poi oltre il mare, il cui attraversamento è da lei vissuto come una separazione definitiva dalla propria terra e dalla vita che fino a quel momento ha lì condotto. Quando il piroscafo salpa dal porto di Palermo diretto al golfo di Napoli, Adriana vive un altro momento epifanico, favorito dalla compresenza della notte stellata e del mare. Ed è in questa atmosfera di sogno che sente, inoltre, divampare dentro di sé l'amore finora celato per il cognato Cesare, a sua volta da tempo innamorato di lei. Il desiderio di lasciarsi andare si fa sempre più forte finché, al sorgere della luna sopra l'argentea distesa d'acqua, Adriana con grande sgomento ravvisa crescere dentro di sé un'irresistibile attrazione per il suo compagno di viaggio, che la costringe a nascondere, sfinita, il viso sul petto di lui.
Infine, è davanti alla vista della città emergente dalle acque che avviene l'ultima scoperta, cioè la presa di coscienza che il suo viaggio sarebbe lì terminato. Così, se davanti alla Fontana d'Ercole Adriana aveva visto rinascere dentro di sé la vita e sulle acque del golfo di Napoli l'amore, è a Venezia che decide di concludere la sua esistenza, in una città sul mare e attraversata da canali, la cui simbologia mortuaria è stata già ampiamente sfruttata da tanta letteratura italiana e straniera.

## Edizioni
- Luigi Pirandello, Novelle per un anno, Prefazione di Corrado Alvaro, Mondadori 1956-1987, 2 volumi. 0001690-7
- Luigi Pirandello, Novelle per un anno, a cura di Mario Costanzo, Prefazione di Giovanni Macchia, I Meridiani, 2 volumi, Arnoldo Mondadori, Milano 1987 EAN: 9788804211921
- Luigi Pirandello, Tutte le novelle, a cura di Lucio Lugnani, Classici Moderni BUR, Milano 2007, 3 volumi.
- Luigi Pirandello, Novelle per un anno, a cura di S. Campailla, Newton Compton, Grandi tascabili economici.I mammut, Roma 2011 Isbn 9788854136601
- Luigi Pirandello, Novelle per un anno, a cura di Pietro Gibellini, Giunti, Firenze 1994, voll. 3.